# Kea von Landkey

Kartografische Darstellung von Keas Reisen und Missionstätigkeit

Der Heilige Kea von Landkey (* in Lothian, Schottland; † 490 (?) in Cléder in der Bretagne) war ein Klostergründer und Bischof. Er wird in der römisch-katholischen, orthodoxen und anglikanischen Kirche verehrt. 
Sein Gedenktag ist der 5. November. Es existieren zahlreiche Varianten seines Namens, darunter Kay, Ke, Kenan, Kennan, Kerian, Kennanin und Colledoc.

## Leben
Nachrichten über Keas Leben sind in einer französischen Zusammenfassung eines älteren, aber verlorenen lateinischen Texts erhalten. Daneben wurde im Jahr 2000 ein fragmentarisches Manuskript zum Leben des Heiligen entdeckt, dessen Abfassung um 1500 datiert wird.
Kea soll der Sohn des legendären Königs Lot von Orkney gewesen sein und wird so wie eine Reihe anderer keltischer Heiliger in die Nähe zur Artussage gebracht. Er soll als Bischof in seiner Heimat gewirkt und Frieden zwischen Artus und dessen Neffen und Rivalen Mordred vermittelt haben. Später soll sich Kea als Einsiedler nach Wales zurückgezogen und dort sowie in Cornwall Kirchen begründet haben, darunter die Old Kea Church. In der gleichnamigen Ortschaft Kea in Cornwall ließ er sich schließlich nieder, wo ihm bis heute eine mittelalterliche Kirche geweiht ist. 
Im Zuge seiner Missionstätigkeit reiste Kea auch in die Bretagne, wo er schließlich verstorben ist. Dort befindet sich neben Cornwall heute der Kern seiner Verehrung.